# Mike Bookie
Mike Bookie (12 de setembre de 1904 - 12 d'octubre de 1944) fou un futbolista estatunidenc.

## Selecció dels Estats Units
Va formar part de l'equip estatunidenc a la Copa del Món de 1930.